# Lawrence Birken
Lawrence Birken (* 24. Oktober 1951; † 20. April 2003) war ein US-amerikanischer Historiker. 

## Leben
Birken studierte erst an der University of Michigan, wo er seinen Bachelor erlangte, und machte dann den Master an der University of Connecticut. An der Rutgers University promovierte er über die deutschen Landarbeiterfamilien in der Zeit von 1925 bis 1939, besonders mit Bezug auf den Einfluss des Nationalsozialismus. 
Birken unterrichtete an einer Vielzahl von Universitäten – Monmouth College, Rutgers University, Hamilton College, Minnesota-Twin Cities University, New York University – bis er schließlich auf lange Zeit bei der Ball State University blieb. Sein Spezialgebiet war die europäische, vor allem die deutsche Geistesgeschichte. Birken veröffentlichte zahlreiche Fachartikel über die deutsche Geschichte, die jüdische Geschichte und die Geschichte der Sexualität.
Er starb am 20. April 2003.

## Werke
- Consuming Desire: Sexual Science and the Emergence of a Culture of Abundance 1871-1914, 1989, Cornell University Press, ISBN 080142058X
- German peasant family, 1925-1939 : the problems of the republic and the impact of national socialism, 1990, Dissertation
- Hitler as Philosophe: Remnants of the Enlightenment in National Socialism, 1995, Praeger, ISBN 9780275950651
- European History in World Context: A Comparative Approach, 1999, Forbes Custom, ISBN 0828113726

| Personendaten    | Personendaten                |
| ---------------- | ---------------------------- |
| NAME             | Birken, Lawrence             |
| KURZBESCHREIBUNG | US-amerikanischer Historiker |
| GEBURTSDATUM     | 24. Oktober 1951             |
| STERBEDATUM      | 20. April 2003               |